# Wartestand
Der Wartestand war bis 1953 eine besondere beamtenrechtliche Stellung in Deutschland. Im evangelischen Kirchenrecht besteht der Wartestand und das damit verbundene Wartegeld bis heute für Kirchenbeamte und Pfarrer fort.

## Staatliches Recht
In den Wartestand, der in Preußen bereits 1852 durch das Disziplinargesetz, § 87 Ziff. 2, und im Deutschen Reich 1873 durch das Reichsbeamtengesetz, § 24 geregelt wurde, konnten Beamte auf Zeit oder auf Lebenszeit versetzt werden, wenn ihre Dienststelle aufgelöst, mit einer anderen zusammengelegt oder im Aufbau wesentlich geändert wurde. Beamte durften nach einer solchen Änderung nur drei Monate in den Wartestand versetzt werden.
Der Beamte war weiterhin Beamter, sein Vorgesetzter war sein letzter Dienstvorgesetzter, falls die oberste Dienstbehörde oder bei ihrem Fehlen – beispielsweise wenn sie selbst aufgelöst wurde – der Innenminister keinen anderen bestimmt hatte.
Der Beamte erhielt nach Eintritt in den Wartestand noch drei weitere Monate sein Amtsgehalt.
Der Wartestand endete mit der Übertragung eines neuen Amtes oder mit der Beendigung des Beamtenverhältnisses.
Die Beamten im Wartestand waren berechtigt, ihre Amtsbezeichnung mit dem Zusatz „im Wartestand (i.W.)“ oder seit den 1930er Jahren mit dem Zusatz „zur Dienstverwendung (z.D.)“ zu führen.
Durch das Deutsche Beamtengesetz von 1937 wurden folgende Beamtengruppen als jederzeit in den Wartestand versetzbar erklärt:
- Staatssekretäre und sonstige ständige Vertreter der Minister, Ministerialdirektoren und Beamte, die als Pressereferenten in den obersten Dienstbehörden angestellt sind,
- Ministerialdirigenten und sonstige Beamte des höheren Dienstes in der Präsidialkanzlei, der Reichskanzlei, im Auswärtigen Amt und im Reichsministerium für Volksaufklärung und Propaganda und bei solchen politischen Dienststellen, die der Führer und Reichskanzler ausdrücklich bestimmt,
- Treuhänder der Arbeit,
- Beamte des höheren Dienstes bei den diplomatischen und konsularischen Vertretungen,
- Oberpräsidenten, Regierungspräsidenten, Landräte und die Leiter der den Regierungen und Landratsämtern entsprechenden Behörden der allgemeinen und inneren Verwaltung sowie Polizeipräsidenten und Polizeidirektoren der staatlichen Polizeiverwaltung,
- Oberbürgermeister und Stadtpräsidenten von Berlin,
- Staatsanwälte,
- Beamte der Wehrmacht solcher Gruppen, die durch Verordnung des „Führers und Reichskanzlers“ bestimmt werden.

„Das staatliche Recht hat sich, ohne die Sache grundlegend zu ändern, für den Begriff ‚einstweiliger Ruhestand‘ entschieden (heute § 20 Beamtenrechtsrahmengesetz; §§ 36, 36a Bundesbeamtengesetz), das kirchliche ist“ – wie das Recht mancher Länder – „beim Wartestand geblieben.“

## Kirchliches Recht
Im Bereich der Evangelischen Kirche in Deutschland (EKD) sowie in ihren Landeskirchen und Kirchenbünden wie der Vereinigten Evangelisch-Lutherischen Kirche Deutschlands (VELKD) und der Union Evangelischer Kirchen (UEK) gibt es im derzeit gültigen Pfarrdienstgesetz der EKD den Rechtsstatus des Wartestandes, der damit prinzipiell für alle Landeskirchen vorgesehen ist, und „ein Stück überkommenen evangelischen Kirchenrechts“ ist. Allerdings beinhaltet das EKD-Pfarrdienstgesetz die Möglichkeit, dass Landeskirchen auf den Wartestand ganz verzichten.
Derzeit kommt eine Versetzung in den Wartestand in folgenden Fällen in Betracht:
- In Folge einer „nachhaltigen Störung in der Wahrnehmung des Dienstes“.[5]
- Ein Disziplinarverfahren wurde zuungunsten eines Pfarrstelleninhabers entschieden.[6]
- Eine Versetzung in eine andere Stelle, die zum Beispiel auf Grund des Wegfalls einer Pfarrstelle ansteht, ist nicht möglich.[7]
- Nach einer begrenzten Berufungszeit kann sich der Pfarrer nicht binnen einer Frist von mehr als einem Jahr erfolgreich auf eine neue Pfarrstelle bewerben.[8] Begrenzte Berufungszeiten gelten u. a. für die Militärseelsorge, Auslandsdienste, Superintendenten oder landeskirchliche Pfarrstellen.
- Wenn ein Pfarrer oder eine Pfarrerin nach einer Beurlaubung,[9] einer Zuweisung,[10] der Elternzeit,[11] eines politischen Mandats,[12] dem Ende eines Aufsichtsamtes,[13] der Stellenaufhebung oder Neuorganisation[14] nicht unmittelbar anschließend eine Stelle finden.

„Die Amtsenthebung unter Versetzung in den Wartestand stellt eine kirchliche Besonderheit dar, die im staatlichen Disziplinarrecht keine Entsprechung hat.“
In den letzten zehn Jahren ist es vermehrt zu Versetzungen in den Wartestand auch deswegen gekommen, weil im Bereich der EKD Pfarrstellen aufgehoben wurden, was zu dem Ergebnis führte, dass nicht mehr für alle in einem Dienstverhältnis auf Lebenszeit stehenden Pfarrer Pfarrstellen vorhanden sind. Damit wurde aus dem Wartestand ein Steuerungsmittel für das kirchliche Personalmanagement.
Der Wartestand ist mit einer Reduzierung der Bezüge auf in der Regel 75 Prozent der ruhegehaltfähigen Bezüge verbunden; bei weniger als 25 Dienstjahren erfolgt eine weitergehende Kürzung. Pfarrer i. W. werden in den Ruhestand versetzt, wenn sie dies beantragen, wenn sie nicht binnen drei Jahren eine reguläre Pfarrstelle finden oder wenn in der Zukunft „eine störungsfreie Wahrnehmung des Dienstes nicht [zu] erwarten“ ist.
Analoge Regelungen gibt es für die Kirchenbeamten. Zudem können auf EKD-Ebene „die Präsidentin oder der Präsident, die Leiterinnen und Leiter der Hauptabteilungen des Kirchenamtes sowie die oder der Bevollmächtigte des Rates der Evangelischen Kirche in Deutschland bei der Bundesrepublik Deutschland und der Europäischen Union […] jederzeit in den Wartestand versetzt werden. Sie sind auf ihren Antrag in den Wartestand zu versetzen, wenn nach Feststellung des Rates zwischen ihnen und dem Rat Meinungsverschiedenheiten grundlegender Art bestehen, die eine gedeihliche Zusammenarbeit nicht mehr erwarten lassen.“
Da der Wartestand bislang nur ein Schritt im Disziplinarverfahren war und er heute als Instrument der Personalwirtschaft betrieben wird, haftet dem Pfarrer, der sich unverschuldet im Wartestand befindet, weil es trotz der Zusicherung des lebenslangen Dienstverhältnisses keine Pfarrstelle für ihn gibt, der Verdacht an, dass er etwas Unrechtes getan hat. Damit haben Versetzungen wie Wartestand eine „faktische Diskriminierungswirkung“. Deswegen gibt es zum Wartestand Rechtsgutachten und Veröffentlichungen, die im Ergebnis den Wartestand für ungesetzlich erklären oder aber zumindest für sehr problematisch halten. Bislang wurde er aber im geltenden Pfarrdienstgesetz beibehalten.
In den Landeskirchen gibt es eine kontroverse Diskussion über die Einführung des Wartestandes in der evangelischen Kirche, u. a. weil dies zur Zeit des Nationalsozialismus vorangetrieben wurde – prinzipiell gab es schon zuvor entsprechende Regelungen – und „die Versetzung mangels gedeihlichen Wirkens [offenbar auch] dazu benutzt … [wurde], Pfarrer jüdischer Abstammung und sonst politisch unliebsame Amtsträger aus dem Amt zu bringen“. In der Versetzungsverfügung, die Paul Schneider erhalten sollte, werden Schneiders „staatsfeindliches Verhalten“, das „Fehlen einer positiven und vorbehaltlosen Bejahung des heutigen Staates“ und die damit verbundene fehlende Aussicht auf Entlassung aus dem Konzentrationslager als Gründe für die Versetzung in den Wartestand angeführt.
Unter anderem wurde Friedrich Langensiepen in der Wartestand versetzt, bei Paul Schneider war es beabsichtigt, durch seinen Tod kam es jedoch nicht mehr dazu. Im Falle Schneiders sollte die kirchenrechtlich vorgeschriebene Anhörung nicht durch das Konsistorium, sondern durch die Gestapo stattfinden. Mit der Diskussion ist auch eine Aufarbeitung der Geschichte der Kirche der Deutschen Christen (DC) und der Bekennenden Kirche verbunden.